# Awendaw
Awendaw – miasto w Stanach Zjednoczonych, w stanie Karolina Południowa, w hrabstwie Charleston.
W mieście znajduje się maszt radiowy – WCSC-Tower.